# 米尔维尔 (艾奥瓦州)
米尔维尔（Millville），美国艾奥瓦州克莱顿县城市，位于该县东南部。总人口30（2010年）。